# Vol Air France 343
 (août 2023).
La mise en forme du texte ne suit pas les recommandations de Wikipédia : il faut le « wikifier ».
Les points d'amélioration suivants sont les cas les plus fréquents. Le détail des points à revoir est peut-être précisé sur la page de discussion.
- Les titres sont pré-formatés par le logiciel. Ils ne sont ni en capitales, ni en gras.
- Le texte ne doit pas être écrit en capitales (les noms de famille non plus), ni en gras, ni en italique, ni en « petit »…
- Le gras n'est utilisé que pour surligner le titre de l'article dans l'introduction, une seule fois.
- L'italique est rarement utilisé : mots en langue étrangère, titres d'œuvres, noms de bateaux, etc.
- Les citations ne sont pas en italique mais en corps de texte normal. Elles sont entourées par des guillemets français : « et ».
- Les listes à puces sont à éviter, des paragraphes rédigés étant largement préférés. Les tableaux sont à réserver à la présentation de données structurées (résultats, etc.).
- Les appels de note de bas de page (petits chiffres en exposant, introduits par l'outil «  Source ») sont à placer entre la fin de phrase et le point final[comme ça].
- Les liens internes (vers d'autres articles de Wikipédia) sont à choisir avec parcimonie. Créez des liens vers des articles approfondissant le sujet. Les termes génériques sans rapport avec le sujet sont à éviter, ainsi que les répétitions de liens vers un même terme.
- Les liens externes sont à placer uniquement dans une section « Liens externes », à la fin de l'article. Ces liens sont à choisir avec parcimonie suivant les règles définies. Si un lien sert de source à l'article, son insertion dans le texte est à faire par les notes de bas de page.
- La présentation des références doit suivre les conventions bibliographiques. Il est recommandé d'utiliser les modèles {{Ouvrage}}, {{Chapitre}}, {{Article}}, {{Lien web}} et/ou {{Bibliographie}}. Le mode d'édition visuel peut mettre en forme automatiquement les références.
- Insérer une infobox (cadre d'informations à droite) n'est pas obligatoire pour parachever la mise en page.

Pour une aide détaillée, merci de consulter Aide:Wikification.
Si vous pensez que ces points ont été résolus, vous pouvez retirer ce bandeau et améliorer la mise en forme d'un autre article.
Le vol Air France 343 était un vol commercial, international et régulier reliant Paris, en France, à Abidjan, en Côte d'Ivoire, avec des escales programmées à Dakar, au Sénégal et à Monrovia, au Liberia. Le 29 août 1960, vers 6 h 50, l'avion s'écrase dans l'océan Atlantique alors qu'il tentait d'atterrir à l'aéroport de Yoff, à Dakar. Les 55 passagers et les 8 membres d'équipage ont péri dans l'accident. Un tribunal a conclu que le pilote, qui avait déjà été sanctionné par Air France pour imprudence, avait continué son atterrissage sans prendre en compte le mauvais temps. Cela équivalait à une faute intentionnelle.

## Avion et vol
Le vol 343 d'Air France était un vol commercial et régulier reliant Paris, en France, à Abidjan, en Côte d'Ivoire. Il a effectué des escales programmées à Dakar, au Sénégal et à Monrovia, au Libéria,. Le jour de l'incident, l'avion qui effectuait la liaison était un Lockheed 1049G Super Constellation immatriculé F-BHBC. Cet avion avait effectué son premier vol en 1955 et avait enregistré 16 417 heures de vol. 

## Incident
Lorsque l'avion s'est approché de l'aéroport de Yoff, à Dakar, le 29 août 1960, juste avant le lever du soleil, la couverture nuageuse était de 7/8 à une hauteur de 610/910 mètres et la visibilité pouvait être rapidement variable. Il y a eu des rafales de pluie et des orages.
Le pilote a tenté de faire atterrir l'avion sur la piste 01, mais a échoué. Le pilote s'est vu proposer un atterrissage au moyen du système d'atterrissage aux instruments sur la piste 30, mais a refusé et est entré dans un circuit d'attente, en espérant que les conditions météorologiques s'amélioreraient. Peu après 6 h 41, le pilote a entamé une deuxième approche à l'atterrissage sur la piste 01. L'atterrissage a été interrompu à 6 h 47 et l'avion a survolé l'aéroport,. Le pilote a fait un rapport au contrôle de la circulation aérienne, indiquant que son altitude était de 1 000 pieds (304,8 m). Peu de temps après, l'avion est entré dans une rafale de pluie.
L'avion s'est écrasé dans l'océan Atlantique à environ 1 mile (soit 1,6 km) au large et 1,5 mile (2,4 km) du phare des Mamelles,. Il a heurté l'eau avec un angle prononcé et probablement incliné vers la droite. Les 55 passagers et les 8 membres d'équipage à bord ont été tués, dont le poète français d'Afrique Occidentale, David Diop,,.

## Enquête et conséquences
L'avion a coulé à une profondeur d'environ 40 mètres. Une tentative de sauvetage a été entreprise et, bien que la plupart des corps aient été récupérés, seulement 20 % de l'épave a été ramenée sur la terre ferme. Le Bureau d'enquête et d'analyse pour la sécurité de l'aviation civile a enquêté mais n'a pas pu déterminer la cause de l'accident. Il proposait un certain nombre de possibilités : une défaillance structurelle ou une perte de contrôle causée par des turbulences, une illusion sensorielle, distraction de l'équipage de conduite ou hypothétiquement un coup de foudre, une panne d'un anémomètre ou d'un altimètre ou encore une lecture erronée de ces derniers.
Un certain nombre de poursuites ont été intentées contre Air France pour obtenir réparation au titre de la convention de Varsovie par les familles des victimes, notamment par la veuve de Diop. L'affaire Diop fut jugée en 1964 au tribunal de grande instance de Seine, elle fut portée en appel devant la Cour d'appel de Paris. La décision a été prise d'accorder le niveau d'indemnisation de base, mais Air France n'a pas été particulièrement négligente[Interprétation personnelle ?]. Le tribunal a estimé que le pilote, qui avait déjà été sanctionné par Air France pour imprudence, avait continué à tenter d'atterrir dans le mauvais temps, sans utiliser d'instruments, ce qui équivalait à une faute intentionnelle,,.